# Communauté de communes du Pays de Lauzun
Die Communauté de communes du Pays de Lauzun ist ein französischer Gemeindeverband mit der Rechtsform einer Communauté de communes im Département Lot-et-Garonne in der Region Nouvelle-Aquitaine. Sie wurde am 23. Dezember 1993 gegründet und umfasst 20 Gemeinden. Der Verwaltungssitz befindet sich im Ort Lauzun.

## Mitgliedsgemeinden
| Gemeinde                                 | Einwohner 1. Januar 2022 | Fläche km² | Dichte Einw./km² | Code INSEE | Postleitzahl |
| ---------------------------------------- | ------------------------ | ---------- | ---------------- | ---------- | ------------ |
| Agnac                                    | 476                      | 13,84      | 34               | 47003      | 47800        |
| Allemans-du-Dropt                        | 486                      | 6,40       | 76               | 47005      | 47800        |
| Armillac                                 | 207                      | 7,77       | 27               | 47014      | 47800        |
| Bourgougnague                            | 289                      | 11,73      | 25               | 47035      | 47410        |
| Cambes                                   | 176                      | 9,20       | 19               | 47047      | 47350        |
| La Sauvetat-du-Dropt                     | 565                      | 10,37      | 54               | 47290      | 47800        |
| Lachapelle                               | 101                      | 4,53       | 22               | 47126      | 47350        |
| Laperche                                 | 141                      | 8,42       | 17               | 47136      | 47800        |
| Lauzun                                   | 731                      | 24,09      | 30               | 47142      | 47410        |
| Lavergne                                 | 559                      | 19,96      | 28               | 47144      | 47800        |
| Miramont-de-Guyenne                      | 3.082                    | 16,66      | 185              | 47168      | 47800        |
| Montignac-de-Lauzun                      | 286                      | 20,46      | 14               | 47188      | 47800        |
| Montignac-Toupinerie                     | 139                      | 8,31       | 17               | 47189      | 47350        |
| Moustier                                 | 318                      | 8,33       | 38               | 47194      | 47800        |
| Peyrière                                 | 290                      | 8,14       | 36               | 47204      | 47350        |
| Puysserampion                            | 256                      | 10,72      | 24               | 47218      | 47800        |
| Roumagne                                 | 529                      | 10,54      | 50               | 47226      | 47800        |
| Saint-Colomb-de-Lauzun                   | 474                      | 23,19      | 20               | 47235      | 47410        |
| Saint-Pardoux-Isaac                      | 1.101                    | 7,26       | 152              | 47264      | 47800        |
| Ségalas                                  | 156                      | 12,84      | 12               | 47296      | 47410        |
| Communauté de communes du Pays de Lauzun | 10.362                   | 242,76     | 43               | –          | –            |